# Perín-Chym
Perín-Chym es un municipio del distrito de Košice-okolie, en la región de Košice, Eslovaquia. Tiene una población estimada, a fines del año 2020, de 1506 habitantes.
Está ubicado en la cuenca hidrográfica del río Sajó (afluente derecho del Tisza) y a unos 300 metros de la frontera con Hungría.

## Demografía
| Año        | 1994 | 2004    | 2014    | 2024     |
| ---------- | ---- | ------- | ------- | -------- |
| Población  | 1547 | 1498    | 1424    | 1576     |
| Diferencia |      | −3,16 % | −4,93 % | +10,67 % |

| Año        | 2023 | 2024    |
| ---------- | ---- | ------- |
| Población  | 1582 | 1576    |
| Diferencia |      | −0,37 % |